# Стоукс, Марианна
Марианна Стоукс (урожденная Прейндлсбергер; англ. Marianne Stokes (née Preindlsberger); 19 января 1855, Грац — 13 августа 1927, Лондон) — австрийская и английская художница, супруга британского художника Адриана Скотта Стоукса. Одна из ведущих женщин-художниц Викторианской Англии.

## Биография
Марианна родилась в Граце, Штирия. Училась живописи сперва в Мюнхене у Линденшмита, а затем в Париже, у Колена, Куртуа и Даньян-Бувре, однако наибольшее влияние на неё оказало творчество художника Жюля Бастьена-Лепажа. Во Франции она познакомилась с финской художницей Хеленой Шерфбек, в компании которой в 1883 году посетила город Понт-Авен, где в те годы работали на плэнере многие художники-пейзажисты.
В Понт-Авене Марианна познакомилась с Адрианом Стоуксом и вышла за него замуж. Супруг поощрял занятия жены живописью, что было сравнительной редкостью в то время.
Лето 1885 и следующего 1886 года Стоуксы провели в Скагене, приморском городке на севере Дании где базировалась известная «колония» художников-пейзажистов (Скагенские художники). Там Стоуксы сблизились, в частности, с Микаэлем и Анной Анкерами.  Летом 1885 года супруги Стоукс также посетили Ирландию.
В 1886 году Стоукс с супругой поселились в Корнуолле, где также существовала влиятельная «колония» пейзажистов. Из Корнуолла Стоуксы нередко совершали путешествия в континентальную Европу, в частности, в австрийский Тироль, горные пейзажи которого нравились Марианне. В 1905 году художники посетили Венгрию и Словакию (в то время в составе Австрии).
Творчество мистера и миссис Стоукс было признано критиками и коммерчески успешно. Уже в 1885 году картина Марианны Стоукс «Отражение» была выставлена в Королевской академии в Лондоне. Другие её работы выставлялись в Лондоне в галерее Гровенор, Новой галерее и Обществе британских художников. В 1893 году Стоуксы выставляли свои работы на Всемирной выставке в Чикаго.
С годами Марианна Стоукс отказалась от масляной живописи в пользу темперы — полузабытой на западе технике, из-за чего её картины этого периода производили впечатление фресок.
Стоукс также работала акварелью и была членом Королевского общества художников-акварелистов.
Марианна Стоукс скончалась в Лондоне в  1927 году. Супруг пережил её на восемь лет. Оба были похоронены на лондонском католическом кладбище Мортлейк, так как Марианна была набожной католичкой.

## Галерея
- Пассажирский поезд, 1890
- По дороге в поля, 1883–87
- Королева и паж, 1896
- Смерть и дева, ок. 1908
- Мадонна с младенцем, 1907–08, темпера.
- Праздник Сретения Господня, c. 1901
- Богоматерь с младенцем и ангелами, 1893
- Окассен и Николетта.